# Ruth Porat
Ruth Porat, née en 1957, est une femme d'affaires américaine et directrice financière. Elle a notamment été directrice financière et vice-présidente exécutif de Morgan Stanley de janvier 2010 à mai 2015. Depuis le 26 mai 2015 elle est la directrice financière de Google et d'Alphabet depuis la création de cette holding.

## Biographie

### Formation
Ruth Porat est diplômée d'une maîtrise en administration des affaires de la Wharton School (Pennsylvanie). Elle est également titulaire d'un master of sciences de la London School of Economics et d'un bachelor of Business Administration de l'université Stanford.

### Carrière
Ruth Porat commence sa carrière chez Morgan Stanley en 1987, mais quitte l'entreprise en 1993 pour suivre Robert F. Greenhill à Smith Barney. Elle revient chez Morgan Stanley en 1996. Elle sera notamment vice-présidente de la banque d'investissement, de 2003 à 2009 et directrice générale Financial Institutions Group de septembre 2006 à décembre 2009. Elle a également été précédemment co-responsable des technologies de l'Investment Banking pour Morgan Stanley à Londres.
De 2010 à 2015 elle occupe les postes de directrice financière et vice-présidente exécutif de Morgan Stanley.
Depuis le 26 mai 2015 elle est la directrice financière de Google. Le 16 juillet 2015 s'exprimant à l'occasion de l'annonce des résultats financiers de Google, elle annonce plaider pour un contrôle accru des dépenses au sein de l'entreprise.
À la suite de la création d'Alphabet, maison mère de Google, elle en devient la directrice financière.

## Reconnaissance
En 2015, elle est classée 32e femme la plus puissante au monde selon le magazine Forbes. 